# 强俄巴·仁增多吉

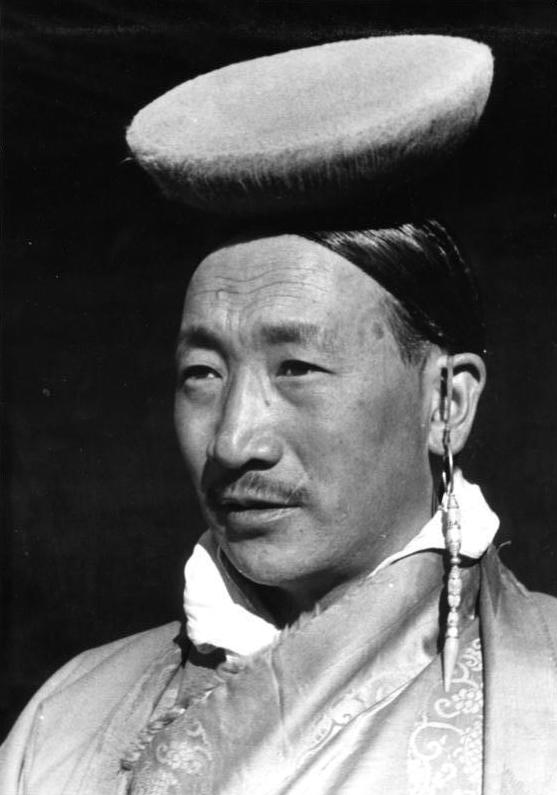
1939年的强俄巴·仁增多吉

强俄巴·仁增多吉（藏語：བྱང་ངོས་པ་རིག་འཛིན་རྡོ་རྗེ，威利转写：byang ngos pa rig 'dzin rdo rje，？—1945年），人称仁岗巴（藏語：རིང་སྒང་པ，威利转写：rin sgang pa），藏族，西藏堆龙德庆宗（今西藏自治区拉萨市堆龙德庆县）人，西藏水电专家。

## 生平

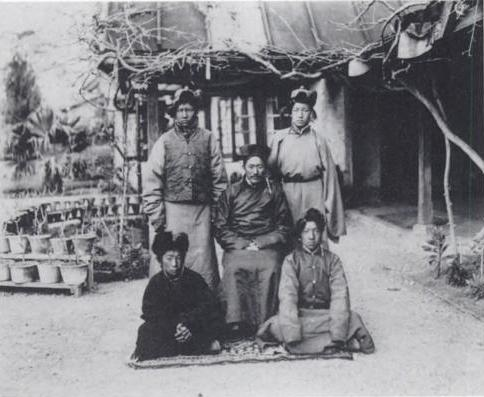
1912年至1913年间，龙厦（中坐者）和4位西藏留学生在赴英国前夕于锡金甘托克駐錫金政務官官邸合影

强俄巴·仁增多吉出生在堆龙德庆宗一个中等贵族仁岗巴家里。父亲是西藏噶厦审计局的小职员，藏语称审计局为“孜康”，所以他父亲被称为“孜巴”（意为“审计人”）。母亲是贵族霍苏家的女儿。强俄巴·仁增多吉在少年时入读私塾。
1912年，十三世达赖从印度回到西藏，随后决定派人留学英国伦敦，以便推行“新政”。但大贵族不愿意子弟出洋留学。后来只好从中等贵族子弟中选择。强俄巴·仁增多吉、門仲·欽繞古桑、吉普·旺堆羅布、郭喀娃·索朗貢布四位少年被选中，1913年，由西藏噶厦孜本龙厦·多吉次杰带领，经印度加尔各答乘轮船赴伦敦。
四位少年到伦敦后，不懂英语及自然科学，课程都从小学开始学，同时学习英语及数理化课程，经多年补习后进入拉格比公学，史稱「四個拉格比公學男孩」。学生中多有印度王室、英国贵族及大资本家子弟。进入专业课程学习阶段，门仲·齐洛贵木桑学矿业，吉普·旺堆罗布学邮电，果卡尔瓦·索朗木贡布学军事，强俄巴·仁增多吉学电力。强俄巴·仁增多吉还偷偷学习枪支弹药制造，这是因在幼年时听父辈谈到，1904年木龍年戰爭惨败是因无好的武器，为此强俄巴·仁增多吉曾说：“我是为了保卫家乡而学习的。”
强俄巴·仁增多吉十年期间仅回过拉萨一次，毕业时定为工程师职称。离开伦敦前，西藏噶厦购买一套92.5千瓦发电机组，由强俄巴·仁增多吉负责运回拉萨，经海路运输后，再由人畜运输，历时一年多运到拉萨，随即又将修建夺底电站的报告呈送西藏噶厦。1924年藏历二月初八日，十三世达赖批准动工兴建夺底电站。

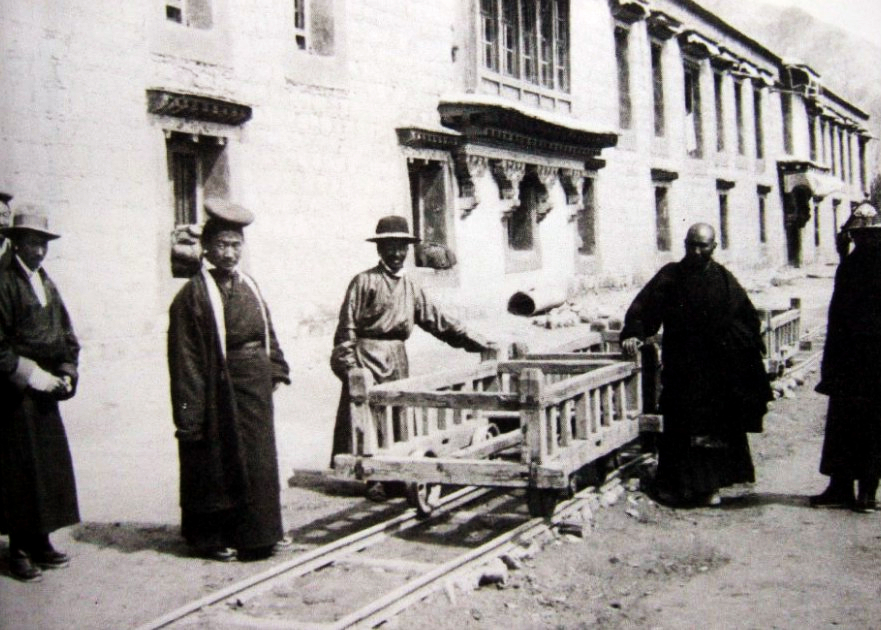
他（左二）在车布吉铸币厂

1925年，在他指挥下，50多名木匠、石匠、泥瓦匠及10多名民工开始动工建夺底电站，在拉萨市的北郊7公里处夺底沟建成一座藏式四柱电机房。从国外购进一台125匹马（合90余千瓦）的小型水力发电机组。1928年（一说1927年），夺底电站建成发电。夺底电站是西藏第一座水电站，中国官方也宣称其是中国第二座水利发电站。时有电站工人8名。
后来在达赖近侍土登贡培支持下，在拉萨北郊的扎塘筑起很大的围墙，围墙内修建一幢二层楼，内有仓库、宿舍及两个造币车间，形成“车布吉铸币厂”。夺底电站向拉萨北郊的“车布吉铸币厂”送电时，强俄巴·仁增多吉又帮该厂进行技术改造，将人工操作的工序改成电动机器操作。1931年（藏历铁羊年）11月18日，十三达赖亲自来车布吉铸币厂参加建厂竣工庆祝仪式，将工厂命名为“车布吉洛珠康俄察堪耶日楚旦尔最勒空”（意为“充满着无边神奇智力的车布吉电厂”），同时任命扎萨擦绒·达桑占堆、古甲（圣侍）·土登贡培为该厂负责人，另外委任一名孜本（审计官）及十多名工作人员。该厂根据噶厦财政需要，铸造银铜硬币及印制纸币。后来该厂也曾仿造英式步枪，但质量差而停止生产。
1935年，强俄巴·仁增多吉将夺底电站的电输送到拉萨新建的吉布岗小电站，住在拉萨八廓街的贵族、商民家都安上电灯。西藏历代用酥油和松脂照明，从未有过电灯。夺底电站为电灯供电后，一些人惊恐地说：“呼啸不停地雪域神龙发光了。”本来按照初步设想，夺底电站建成后首先给西藏噶厦官员府邸安电灯，但出于恐惧，连噶伦赤门·罗布旺杰都说：“感谢了，感谢了，千万不要给我家安电灯！”

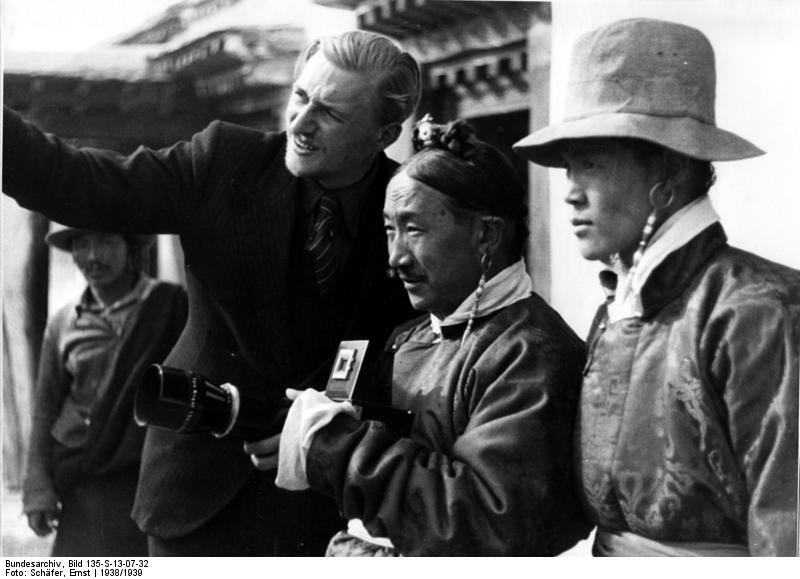
1938年強俄巴·仁增多吉在拍照。左為德國人類學家布魯諾·貝格爾，右為車仁•晉美

在罗布林卡的坚赛颇章建成后，他又设计了一座更小的水电站，专供十三世达赖使用。他还设计新式枪支弹药但没成功。噶雪·曲吉尼玛曾经回忆：“第一批枪支弹药试验产品生产出来时，在北郊进行实地试验，当时谁也不敢去放，只好在扣机处栓条绳子，放枪的人躲在大树后面拉绳子，枪是打响了，但是方向不准确，子弹向左右旋转，乱飞一气……其原因，在当时一直没弄清楚，现在看来是枪膛里没有来复线的缘故，强俄巴曾说过，我们去工厂参观，只能在表面上看看，不敢深问，因为制造枪支是军事绝密，由此可知他们学习时的艰难。”

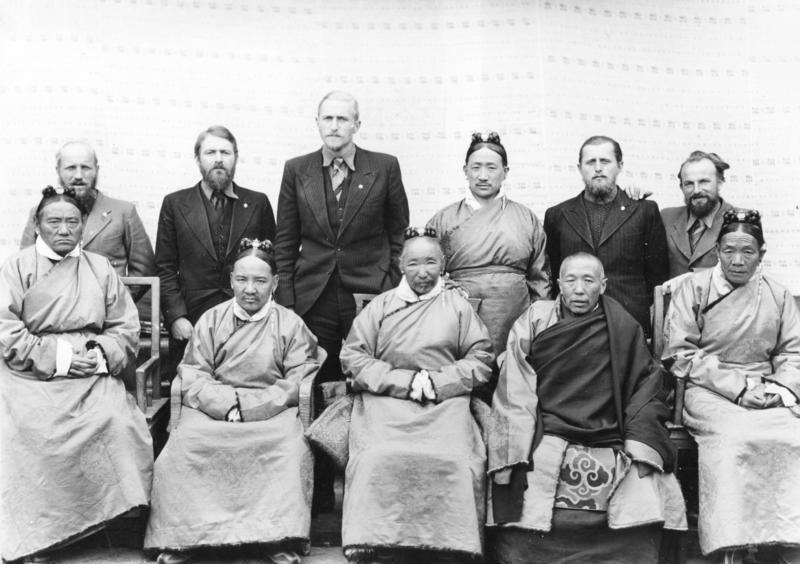
1938年和德國恩斯特·舍费尔探險隊

强俄巴·仁增多吉受到十三世达赖的赏识。西藏噶厦规定，达赖在场时，任何人不得戴眼镜，但强俄巴·仁增多吉可破例戴眼镜；文武官员晋升提职须经军事考试，但强俄巴·仁增多吉可破例不参加军事考试也晋升。
强俄巴·仁增多吉因早年受西方教育，对下属很友好，没有傲视下人的贵族习气。一次，他带全家到河边的树林游玩，正在喝茶，家里一个男仆掉进河中，他当即跳下河中将仆人救上岸。当时在西藏，主人下河救仆人是不可思议的事，一些围观者见主仆二人从河里上来，误以为是仆人救了主人，便说：“如果不是佣人及时营救，这位主人可就要没命了。”强俄巴·仁增多吉有不少朋友。一次新年活动中，朋友出于好奇，要他穿上据说是吐蕃赞普的宗室王族服饰gyaluche，拍照留念。照片保存至今。
夺底电站机组运行到1943年，因机器老化，已不能维持正常运行。
1945年，强俄强·仁增多吉病逝。据老人们回忆，他曾想在今拉萨大桥附近建一座大型水电站，但他的理想没有实现。
噶厦命唐麦·顿珠次仁接管夺底电厂。夺底电厂的主机是19世纪产品，长期运转后磨损，仅能发出四分之三电力。而且该电厂材料不足，工人技术差。但噶厦官员不经调查，便指责顿珠次仁等人工作不力。1945年11月，因妻子重病，唐麦·顿珠次仁向噶厦请准送妻子到印度加尔各答治病，这才离开夺底电厂。1946年5月顿珠次仁返回拉萨后，因为噶厦财政开支逐年升高，便让邦达旺青用印钞机赶印纸币，夺底电厂发电机磨损严重而报废停用。不久电站被水冲毁。事先顿珠次仁曾向噶厦的厂管说：“电机由于长期运转失修，现在已达到无法修理的地步，就像断气之人，服药也是不能起死回生的。如能重新建一座新厂就好了。”厂管堪仲大喇嘛土丹罗桑却指责顿珠次仁，并让乃仲·土丹列门将顿珠次仁召至“雪噶”（噶厦的传达室）斥责：“电机停止发电，就是你失职！”顿珠次仁不得不多次到“雪噶”申辨。此事后来直到1951年西藏和平解放，顿珠次仁才彻底解脱。
1951年，夺底电站运行23年后，因年久失修停止运转。机器停转当天，正逢十四世达赖到罗布林卡讲经，噶厦官员认为是工人搞破坏，将技术员廖文和工人查盖、根敦、格桑多吉监禁，后根据《十七条协议》精神才将他们释放。1952年驻藏人民解放军曾派出技术人员派检修员帮顿珠次仁检修了原夺底电厂的那台旧电机，准备修复夺底旧电站，以作照明之用，但因机器过于老化、锈蚀严重，尽管花费了大量的人力、物力，始终未能正常运行发电。1954年十四世达赖喇嘛丹增嘉措和十世班禅额尔德尼·确吉坚赞赴首都出席当年9月召开的第一届全国人民代表大会第一次会议。根据他们两位的提议，国务院于1955年3月决定：在拉萨建一座小型水力发电站。中央有关部委迅速组成41人的西藏工程勘察队进藏开展工作，勘察队的电力组和水利组于4月中旬到达拉萨，对夺底、献多、羊八井三处可发电的地点进行勘测，经过评估论证，建议在夺底沟修建电站。中共西藏工委和噶厦政府批准了这个方案，并联合成立了拉萨电厂领导班子，西藏地方政府委派四品官唐麦·顿珠次仁（印度加尔各答电力学院毕业）任电厂厂长，中共西藏工委任命县级干部马守廉为副厂长；同时决定派9名藏兵保卫电站（电站4名、水坝5名），藏兵的待遇，每人每天大洋一元，由电厂支付。勘测设计由国务院西藏工程勘察队承担，中央交通部第一工程局承担电站的水工建筑，机器、电气安装由国家水电部发电总局机电安装公司承担。电站工程于1955年4月21日破土动工。由于建站的时间紧、任务急，采取边勘测、边设计、边施工的办法进行。夺底电站装机三台，单机容量220千瓦，共660千瓦；由国务院下达指令性任务，发电机由上海电机厂制造，水轮机由重庆水轮机厂制造。拦河堤坝长27.3米、宽15.7米、高10米、设计蓄水8000立方米，引水渠长2.3公里，全部用水泥块石浆砌。电站设计水头125—132米，设计流量0.27立方米／秒。中共西藏工委财经部部长夏仲远直接领导、监督电站工程建设质量。1956年10月1日第一台机组试运行，12月三台机组安装完毕，直到1957年10月1日正式供电。供电范围分两大部分，第一部分；达赖喇嘛驻地、噶厦政府官员驻地、拉萨市的贵族家庭，布达拉宫、罗布林卡，且均属保证用电范畴。第二部分：中共西藏工委机关及下属机构、自治区筹委会机关及下属机构，西藏军区司令部、政治部、后勤部及拉萨驻军驻地，自治区邮电局、西藏日报社、自治区人民医院，西藏军区总医院等也都是保证供电单位。为了扩大政治影响，还给一部分市民和商人安装了电灯。1959年3月拉萨骚乱发生时，电站刚刚建好围墙、四个碉堡，沿围墙挖通了交通壕，未及修建大门。守卫武装力量为：电厂一个基干民兵班，空军当雄机场制氧站一个班（长期住在电站制氧）、西藏交通局房建队给电站修建围墙的转业兵两个班，共有四挺轻机枪，十来支冲锋枪，其余为步枪，子弹手榴弹配备充足，由副厂长夏景文统一指挥。3月20日凌晨失去与拉萨市区的电话通信联系。但由于叛乱指挥部给驻地离电站3公里的藏军第四代本送进攻夺底电站作战命令的人途中被解放军俘获，信未送到，从而电战避免了一场保卫战斗，但电站水坝被破坏（水坝的两位工人告诉叛匪把三个蓄洪闸提起来把水库里的水放掉就是破坏了水坝），从夺底沟到拉萨市沿途7公里的输电线路电杆以及拉萨市区的大部分电杆均被破坏，只有架设变压器的电杆完好的保存着。新电站运转至今2020年12月17日，夺底电站入选第四批“国家工业遗产”名单。
中国水利学会名誉理事唐麦·顿珠次仁说：“强俄巴·仁增多吉去英国学机电，我也到过印度学机电，机器是从英国购买的，这是事实，但电站是我们藏族人强俄巴·仁增多吉修建的。”在西藏自治区档案馆，保存着强俄巴·仁增多吉当年向噶厦递交的修建夺底电站的报告和十三世达赖的朱红批文。

## 家庭
- 子：强俄巴·多吉欧珠
- 孙女：强俄巴·次仁央宗